# Raïon de Borzna
Le Raïon de Borzna etait un raïon situé dans l'oblast de Tchernihiv en Ukraine. Son chef-lieu était Borzna. en 2020, il a été intégré au raïon de Nijyn.
Le 18 juillet 2020, le raïon de Borzna a été intégré au raïon de Nijyn. Cette décision a été établie dans le but de réduire le nombre de raïons en Ukraine.